# Матроський бульвар (Севастополь)

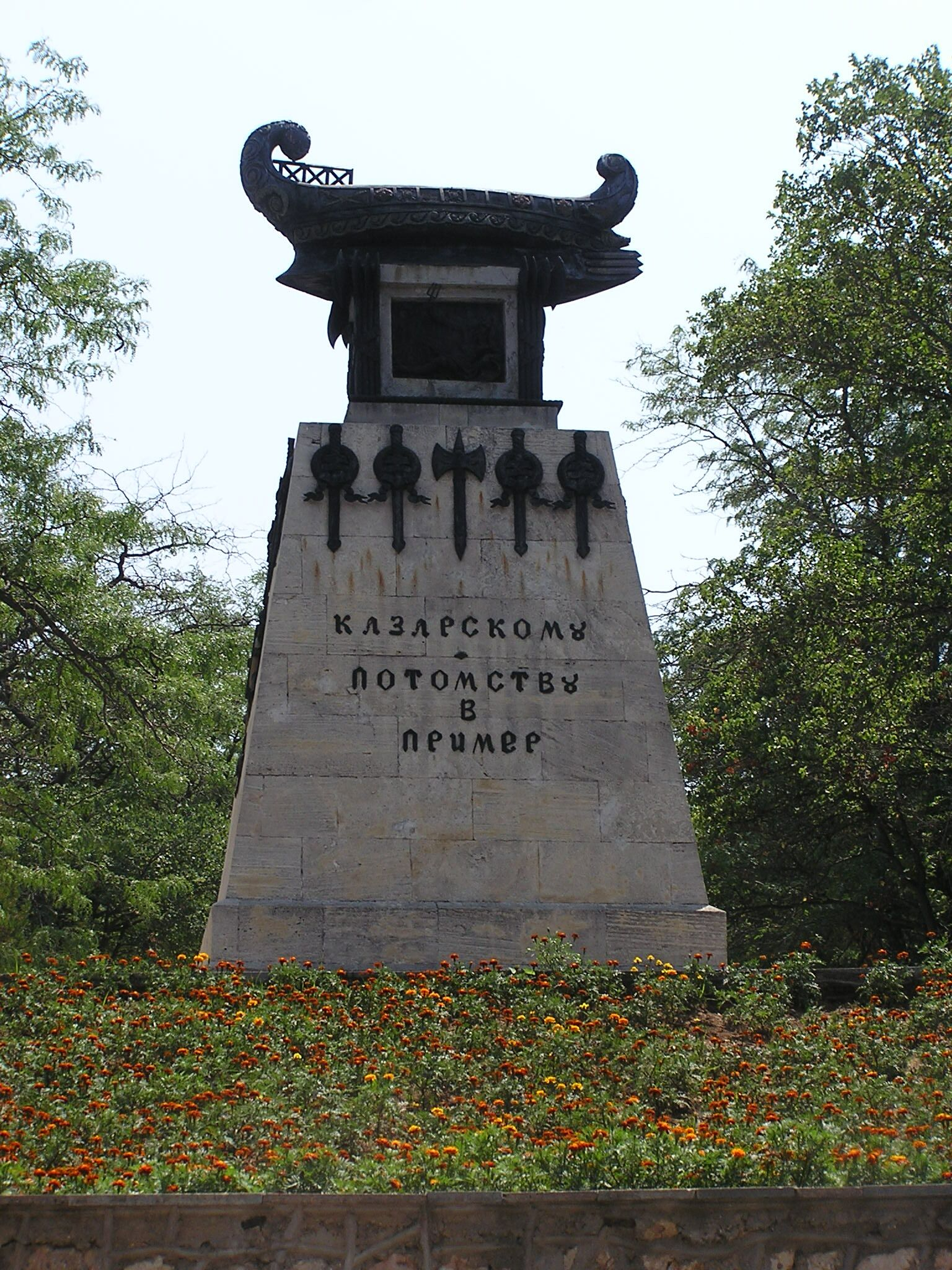
пам'ятник О. І. Казарському

44°36′56″ пн. ш. 33°31′27″ сх. д. / 44.6155° пн. ш. 33.5242° сх. д.
Матроський бульвар — перший бульвар Севастополя розташований в історичному центрі міста біля площі Нахімова на північній частині Центрального (Міського) пагорба. Розбитий в 1830-ті роки, коли тут було закладено пам'ятник О. І. Казарському, командиру брига «Меркурій».

## Історія
На місці бульвару спершу знаходився сумно відомий «Хребет беззаконня» — місце злиднів і пороку. Закладка бульвару стала реконструкцією цього району міста. Спочатку бульвар називався Малим (на відміну від Великого, тепер Історичного). До першої оборони міста тут часто грав духовий воєнний оркестр, гуляло багато народу. Біля південного входу був павільйон, збудований у псевдомавританському стилі. Імовірно автором проекту павільйону є архітектор О. П. Брюллов, який проектував будівлю Загальних зборів флагманів і капітанів. Вона була побудована в класичному стилі в 1847 році. Перебувала на місці меморіальної стіни в пам'ять героїчної оборони Севастополя 1941–1942 років.

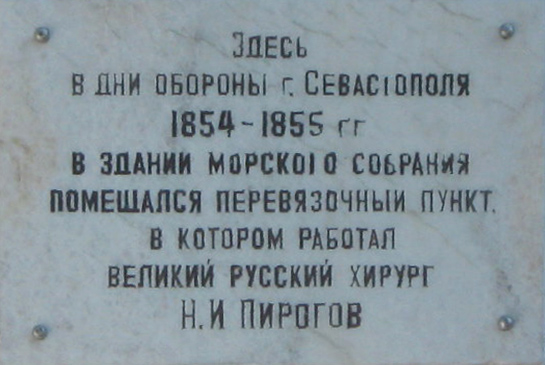
меморіальна дошка перед входом на бульвар

Під час Кримської війни в будівлі розміщувався Головний перев'язувальний пункт, в якому працював М. І. Пирогов. В останні дні оборони міста вона була зруйнована, а в 1887 році на її місці побудували нову будівлю Морського зібрання, яка сильно постраждала в роки радянсько-німецької війни і була розібрана.
В другій половині XIX століття бульвар став називатися Мічманським. У цей час вхід на бульвар з боку Морської вулиці (зараз проспект Нахімова) був позначений чавунними воротами, які фланкірувались кам'яними тумбами з статуями лежачих левів з білого мармуру.
В 1921 році бульвар перейменований в бульвар Воєнморів, в 1928 році — в Червонофлотський, після радянсько-німецької війни його стали називати Матроським, хоча офіційне найменування було — бульвар Будинку офіцерів ЧЧФ.

пам'ятник «На честь 100-річчя винаходу радіо О. С. Поповим».

У 1989 році проведена реконструкція сходів, що ведуть на бульвар, за проектом заслуженого архітектора України І. І. Меднікова. Розпад СРСР привів до поступової втрати значення бульвару. Деякий час на ньому знаходився радіоринок, поступово закрились всі розважальні заклади. У 2007 році розпочалась нова реконструкція бульвару, яка завершилась до святкування 225-річчя міста.
На Матроському бульварі знаходяться два пам'ятника: О. І. Казарському і бригу «Меркурій», а також «На честь 100-річчя винаходу радіо О. С. Поповим».

## Цікаві факти
На цьому бульварі в 1854–1855 роках бував Л. М. Толстой, який описав його в одному з «Севастопольських оповідань» («Севастополь в травні»).